# Ikarus 212
Ikarus 212 (также известный как MAN CR160) — междугородный автобус среднего класса, являвшийся более комфортной версией Ikarus 211.

## Описание
Основные габариты Ikarus 212 практически такие же, как и у Ikarus 211. Существенное отличие заключается в том, что из-за разницы в подвеске высота пола составила всего 875 мм (вместо 900 мм). Транспортное средство было спроектировано Тибором Оберманом и претерпело значительные изменения в первые 10 лет своего производства. Прототип модели был представлен в 1975 году на BNV. На тот момент автобус имел на 2/3 частично сдвижные окна и более низкое ветровое стекло. Задняя дверь распашная, в то время как передняя — двустворчатая, выдвижная. Прототип в итоге сошёл с ярмарки Гран-при. Чуть позже автобус получил двойные фары и две распашные двери.
Автобус повышенной комфортности, который был обозначен как «Midilux», имел по заказу:
- вертикальные задние фонари;
- кондиционер;
- затемнённое окно;
- пневматическую подвеску.

«Икарус» подписал контракт с компанией MAN, по которому западногерманская компания могла продавать модель под собственным модельным названием (MAN CR160). По этой же причине Ikarus 212 распространился не только в Западной Германии, но и в Северной Европе и в Кипре благодаря сети MAN. Но обычно такие автобусы переходили в частную собственность, а не в транспортные компании.
В Венгрии изначально Ikarus 212 принадлежал министерствам и посольствам, а с 1990-х годов — частным операторам. Некоторые из Ikarus 212 до сих пор в эксплуатации.